# Júsuf En-Nesjrí
Júsuf En-Nesírí (často mylně přepisován jako En-Nesjrí, francouzským přepisem Youssef En-Nesyri; arabským přepisem: يوسف النصيري); 1. června 1997 Fes, je marocký profesionální fotbalista, který hraje na pozici útočníka ve španělském klubu Sevilla FC a za marocký národní tým.
En-Nesírí strávil celou svou profesionální fotbalovou kariéru ve Španělsku, kde nastupoval v dresu Málagy, Leganés a Sevilly.
En-Nesírí, který debutoval v marocké reprezentaci v roce 2016, je účastníkem Mistrovství světa 2018 a dvou turnajů Afrického poháru národů.

## Klubová kariéra

### Málaga
Po zahájení své mládežnické kariéry ve fotbalové akademii Muhammada VI. se En-Nesjrí v roce 2015 připojil ke španělskému týmu Málaga CF za poplatek ve výši okolo 125 tisíc euro. V rezervním týmu debutoval 16. dubna 2016; v utkání vstřelil gól na konečných 3:1 při výhře v Tercera División proti Guadix CF.
Dne 8. července 2016 byl En-Nesírí přiřazen do A-týmu manažera Juanda Ramose na předsezónní turnaj, kde si o osm dní později připsal dvě branky v přátelském utkání proti Algeciras CF.
Dne 23. srpna 2016, poté, co vstřelil šest branek v předsezónních zápasech, souhlasil s prodloužením smlouvy do roku 2020. O tři dny později v soutěžním zápase, když v ligovém zápase proti RCD Espanyol vystřídal v závěru Keka.
En-Nesírí vstřelil svůj první gól 21. září 2016 v domácím utkání proti SD Eibar.

### Leganés
Dne 17. srpna 2018, po sestupu Málagy z La Ligy, přestoupil En-Nesírí do prvoligového CD Leganés. V klubu podepsal smlouvu na pět let. Své první góly vstřelil v devátém utkání v novém klubu, a to 30. října, v prvním zápase šestnáctifinále Copa del Rey, kdy pomohl klubu k remíze 2:2 proti Rayu Vallecano, a 23. listopadu vstřelil svůj první ligový gól, jediný gól utkání na Estadio Municipal de Butarque proti Deportivu Alavés.
Na přelomu ledna až února 2019 vstřelil En-Nesírí šest gólů ve třech zápasech: dvě branky při remíze 2:2 s Eibarem, vítězný gól proti Rayu a poté všechny tři góly proti Realu Betis (stal se z něj historicky první hráč Leganés, který v La Lize zaznamenal hattrick).

### Sevilla
Dne 16. ledna 2020 přestoupil En-Nesírí do Sevilly za částku okolo 25 milionů euro, přičemž hráč podepsal smlouvu až do června 2025. V klubu měl nahradit odcházející útočníky Mu'nase Dabbura a Javiera Hernándeze. Debutoval o dva dny později při prohře 2:1 proti Realu Madrid, když v 65. minutě vystřídal Munira El Haddadiho, při svém prvním zápase v základní sestavě, 9. února, otevřel skóre v utkání proti Celtě Vigo.
En-Nesírí debutoval v evropských soutěžích 20. února 2020, a to v šestnáctifinále Evropské ligy UEFA proti rumunskému CFR Kluž. V utkání vstřelil gól na konečných 1:1 a výrazně tak pomohl klubu k postupu do dalšího kola. 6. srpna 2020 vstřelil gól při výhře 2:0 nad italským AS Řím v osmifinále soutěže.
4. listopadu 2020 si připsal dvě branky při výhře 3:2 nad FK Krasnodar v zápase Ligy mistrů, byly to jeho první góly v soutěži. 8. prosince si připsal další dva góly při výhře 3:1 nad Rennes.
V lednu 2021 vstřelil hattricky v domácích vítězstvích nad Realem Sociedad (3:2) a nad Cádizem (3:0). 9. března 2021 dal dvě branky při remíze 2:2 proti Borussii Dortmund v odvetě osmifinále Ligy mistrů; vyřazení Sevilla však nezabránil. 14. března vstřelil jediný gól sevillského derby proti Realu Betis.

## Reprezentační kariéra
Júsuf En-Nesírí byl poprvé povolán do marocké reprezentace manažerem Hervém Renardem 22. srpna 2016 na přátelské zápasy proti Albánii a proti reprezentaci Svatého Tomáše a Princova ostrova. Debutoval o devět dní později, při remíze 0:0 v albánském Skadaru.
Dále byl povolán na Africký pohár národů 2017 v Gabonu a ve druhém zápase ve skupině skóroval při vítězství 3:1 nad Togem. Byl nominován na Mistrovství světa 2018 v Rusku, kvůli zraněná obránce Badra Banúna. V posledním zápase základní skupiny proti Španělsku na stadionu v Kaliningradu vstřelil gól při remíze 2:2.
Na Africkém poháru národů 2019 v Egyptě vstřelil En-Nesírí jediný gól zápasu proti Pobřeží slonoviny, kterým poslal maroko do osmifinále turnaje. Tam, v zápase proti Beninu, vstřelil srovnávací branku na 1:1; Maročané však vypadli po penaltovém rozstřelu.

Na šampionátu Mistrovství světa ve fotbale 2022 dal branku ve čtvrtfinále proti Portugalsku,  a tak dokázál se svým týmem poprvé historicky postoupit do semifinále.

## Statistiky

### Klubové
K 20. březnu 2021
| Klub    | Sezóna  | Liga    | Liga   | Liga | Pohár  | Pohár | Evropské poháry | Evropské poháry | Ostatní | Ostatní | Celkem | Celkem |
| Klub    | Sezóna  | Liga    | Zápasy | Góly | Zápasy | Góly  | Zápasy          | Góly            | Zápasy  | Góly    | Zápasy | Góly   |
| ------- | ------- | ------- | ------ | ---- | ------ | ----- | --------------- | --------------- | ------- | ------- | ------ | ------ |
| Málaga  | 2016/17 | La Liga | 13     | 1    | 2      | 0     | —               | —               | —       | —       | 15     | 1      |
| Málaga  | 2017/18 | La Liga | 25     | 4    | 1      | 0     | —               | —               | —       | —       | 26     | 4      |
| Málaga  | Total   | Total   | 38     | 5    | 3      | 0     | —               | —               | —       | —       | 41     | 5      |
| Leganés | 2018/19 | La Liga | 31     | 9    | 3      | 2     | —               | —               | —       | —       | 34     | 11     |
| Leganés | 2019/20 | La Liga | 18     | 4    | 1      | 0     | —               | —               | —       | —       | 19     | 4      |
| Leganés | Total   | Total   | 49     | 13   | 4      | 2     | —               | —               | —       | —       | 53     | 15     |
| Sevilla | 2019/20 | La Liga | 18     | 4    | 2      | 0     | 6               | 2               | —       | —       | 26     | 6      |
| Sevilla | 2020/21 | La Liga | 28     | 15   | 5      | 0     | 8               | 6               | 1       | 0       | 42     | 21     |
| Sevilla | Celkem  | Celkem  | 46     | 19   | 7      | 0     | 14              | 8               | 1       | 0       | 68     | 27     |
| Celkem  | Celkem  | Celkem  | 133    | 37   | 14     | 2     | 14              | 8               | 1       | 0       | 162    | 47     |

### Reprezentační
K 30. březnu 2021
| Maroko | Maroko | Maroko |
| Rok    | Zápasy | Góly   |
| ------ | ------ | ------ |
| 2016   | 5      | 0      |
| 2017   | 9      | 1      |
| 2018   | 7      | 5      |
| 2019   | 10     | 3      |
| 2020   | 3      | 2      |
| 2021   | 2      | 0      |
| Celkem | 36     | 11     |

#### Reprezentační góly
K zápasu odehranému 30. března 2021. Skóre a výsledky Maroka jsou vždy zapisovány jako první
| Gól | Datum              | Místo                                          | Soupeř                  | Skóre | Výsledek       | Soutěž                                   |
| --- | ------------------ | ---------------------------------------------- | ----------------------- | ----- | -------------- | ---------------------------------------- |
| 1.  | 20. ledna 2017     | Stade d'Oyem, Oyem, Gabon                      | Togo                    | 3:1   | 3:1            | Africký pohár národů 2017                |
| 2.  | 9. června 2018     | A. Le Coq Arena, Tallinn, Estonsko             | Estonsko                | 3:0   | 3:1            | Přátelský zápas                          |
| 3.  | 25. června 2018    | Kaliningrad stadion, Kaliningrad, Rusko        | Španělsko               | 2:1   | 2:2            | Mistrovství světa 2018                   |
| 4.  | 8. září 2018       | Stade Mohammed V, Casablanca, Maroko           | Malawi                  | 2:0   | 3:0            | Kvalifikace na Africký pohár národů 2019 |
| 5.  | 8. září 2018       | Stade Mohammed V, Casablanca, Maroko           | Malawi                  | 3:0   | 3:0            | Kvalifikace na Africký pohár národů 2019 |
| 6.  | 20. listopadu 2018 | Stade Olympique de Radès, Radès, Tunisko       | Tunisko                 | 1:0   | 1:0            | Přátelský zápas                          |
| 7.  | 28. června 2019    | Stadion Al Salam, Káhira, Egypt                | Pobřeží slonoviny       | 1:0   | 1:0            | Africký pohár národů 2019                |
| 8.  | 5. července 2019   | Stadion Al Salam, Káhira, Egypt                | Benin                   | 1:1   | 1:1 (1:4 pen.) | Africký pohár národů 2019                |
| 9.  | 19. listopadu 2019 | Stadion Intwari, Bujumbura, Burundi            | Burundi                 | 2:0   | 3:0            | Kvalifikace na Africký pohár národů 2021 |
| 10. | 9. října 2020      | Stadion prince Moulay Abdellaha, Rabat, Maroko | Senegal                 | 2:0   | 3:1            | Přátelský zápas                          |
| 11. | 17. listopadu 2020 | Stade de la Réunification, Douala, Kamerun     | Středoafrická republika | 2:0   | 2:0            | Kvalifikace na Africký pohár národů 2021 |

## Ocenění

### Klubové

#### Sevilla
- Evropská liga UEFA: 2019/20[33]
- Superpohár UEFA: 2020 (druhé místo)

### Individuální
- Hráč sezóny CD Leganés: 2018/19
- Hráč měsíce La Ligy: Leden 2021[34]